# Sula (Petschora)
Die Sula (russisch Сула) ist ein 353 Kilometer langer linker Nebenfluss der Petschora im Nordosten des europäischen Teils Russlands.

## Verlauf
Die Sula entspringt am Höhenzug Kosminski Kamen an der Westflanke des nördlichen Timanrückens in etwa 190 m Höhe. Sie fließt zunächst etwa 20 km in südlicher Richtung, wendet sich dann nach Osten und durchschneidet die zentrale Achse des Timanrückens in einem felsigen, canyonartigen Tal. Der Fluss behält auch weiter seine vorwiegend östliche Fließrichtung bei, mäandriert dabei zunehmend und mündet schließlich in nur 2 m Höhe in den linken Nebenarm Sulski Schar der Petschora, gut 70 km Luftlinie südwestlich von Narjan-Mar. Auf ihrer gesamten Länge fließt die Sula auf dem Territorium des Autonomen Kreises der Nenzen, im Unterlauf unweit der Mündung stellt sie die Grenze zur Republik Komi dar.
Die wichtigsten Nebenflüsse der Sula sind Werchnjaja Kamenka, Schtschutschja und Soima von links sowie die Bolschaja Pula („Große Pula“) von rechts.

## Hydrographie
Das Einzugsgebiet der Sula umfasst 10.400 km². In Mündungsnähe erreicht der Fluss eine Breite von über 100 Meter bei einer Tiefe von zwei Metern; die Fließgeschwindigkeit beträgt hier 0,3 m/s.
Die Sula gefriert zwischen Oktober/November und Mai/Anfang Juni. Die Wasserführung bei Kotkino, 101 Kilometer oberhalb der Mündung in den Sulski Schar, beträgt im Jahresdurchschnitt 94 m³/s bei einem Minimum von 8,6 m³/s im März und einem Maximum von 366 m³/s im Juni.

## Infrastruktur
Die Sula ist ab dem Dorf Kotkino schiffbar. Die Länge der Binnenwasserstraße beträgt 133 km, davon 32 km auf dem Sulski Schar bis zu dessen Mündung in den Hauptarm der Petschora.
Die Sula durchfließt ein nur sehr dünn besiedeltes Gebiet. Einziger Ort direkt am Fluss ist Kotkino. Wenige Kilometer unterhalb der Sula-Mündung liegt am Sulski Schar das Dorf Schtschelino, oberhalb der Mündung links der Petschora und bereits in der Republik Komi die Dörfer Jormiza und Charjaga, die über einen Fahrweg mit dem Sula-Unterlauf verbunden sind.
Wegen ihrer canyonartigen, an Stromschnellen reichen Durchbruchstäler mit ihren Basaltfelsen im Bereich des Timanrückens gehören die Sula und ihre linken Nebenflüsse Werchnjaja Kamenka und Schtschutschja („Hechtfluss“) zu begehrten, jedoch relativ schwer erreichbaren Zielen für Kanutourismus, oft in Kombination mit vom Timanrücken direkt in westlicher Richtung zum Meer abfließender Flüsse, wie der Wolonga.